# 대표권
대표권(代表權)이란 법인을 대표하는 이사의 권리이다. 사단법인 이사의 대표권은 사원총회의 의결에 의하여도 제한할 수 있다 이 제한은 정관에 기재될 필요는 없으나 등기는 하여야만 제3자에게 대항할 수 있다

## 판례
- 재산의 처분에 총회의 결의가 있어야 유효하다는 것을 대외적으로 주장하려면 법인대표자의 대표권을 제한하여 총회의 결의를 필요로 하는 취지의 대표권 제한을 등기하여야 한다[3]